# 34345 Gabriellalui
34345 Gabriellalui este o planetă minoră (asteroid) din centura de asteroizi. A fost descoperită pe 1 septembrie 2000 la Experimental Test Site⁠(d) de Lincoln Near-Earth Asteroid Research. 
Obiectul prezintă o orbită caracterizată de o semiaxă mare de 2,6040625 UAi, o excentricitate de 0,16, o înclinație de 2,27823 ° în raport cu ecliptica.